# 久居市
久居市（日语：／ Hisai shi */?）是過去位於日本三重縣中部的城市，已於2006年1月1日，與原先的津市等共十個行政區劃合併為新設立的津市，其過去的轄區位於現在津市的中部。轄區東部為青山高原，東部位於伊勢平原。

## 歷史
過去在令制國時代屬於伊勢國一志郡，江戶時代最初為津藩的領地，在1670年津藩在此設立支藩，並取自「永久鎮居」命名為久居藩，同時在此建立久居陣屋，此地開始以城下町的形勢發展。
19世紀末江戶時代結束後，久居藩改設為久居縣，1872年第一次府縣整併後併入安濃津縣，不過僅三個月後，安津濃縣即更名為三重縣。
1889年日本實施町村制，以久居陣屋城下町為中心的區域設立為久居町，久居町在1930年代至1950年代期間，陸續併入周邊的本村、桃園村、戶木町、七栗村、稻葉村、榊原村，並在1970年升格為久居市。
2006年久居市與津市及周邊的香良洲町、一志町、白山町、美杉村、安藝郡河藝町、藝濃町、美里村、安濃町合併為新設立的津市。

### 變遷表
| 1889年4月1日 | 1889年 - 1912年 | 1912年 - 1944年         | 1945年 - 1954年 | 1955年 - 1989年           | 1955年 - 1989年           | 1989年 - 現在         | 現在                  |
| ------------ | --------------- | ----------------------- | --------------- | ------------------------- | ------------------------- | --------------------- | --------------------- |
| 久居町       | 久居町          | 久居町                  | 久居町          | 1955年3月1日 合併為久居町 | 1970年8月1日 改制為久居市 | 2006年1月1日 合併津市 | 2006年1月1日 合併津市 |
| 本村         | 本村            | 1931年4月1日 併入久居町 | 久居町          | 1955年3月1日 合併為久居町 | 1970年8月1日 改制為久居市 | 2006年1月1日 合併津市 | 2006年1月1日 合併津市 |
| 桃園村       |                 |                         |                 | 1955年3月1日 合併為久居町 | 1970年8月1日 改制為久居市 | 2006年1月1日 合併津市 | 2006年1月1日 合併津市 |
| 戶木村       |                 |                         |                 | 1955年3月1日 合併為久居町 | 1970年8月1日 改制為久居市 | 2006年1月1日 合併津市 | 2006年1月1日 合併津市 |
| 七栗村       |                 |                         |                 | 1955年3月1日 合併為久居町 | 1970年8月1日 改制為久居市 | 2006年1月1日 合併津市 | 2006年1月1日 合併津市 |
| 稻葉村       |                 |                         |                 | 1955年3月1日 合併為久居町 | 1970年8月1日 改制為久居市 | 2006年1月1日 合併津市 | 2006年1月1日 合併津市 |
| 榊原村       |                 |                         |                 | 1955年3月1日 合併為久居町 | 1970年8月1日 改制為久居市 | 2006年1月1日 合併津市 | 2006年1月1日 合併津市 |

## 交通

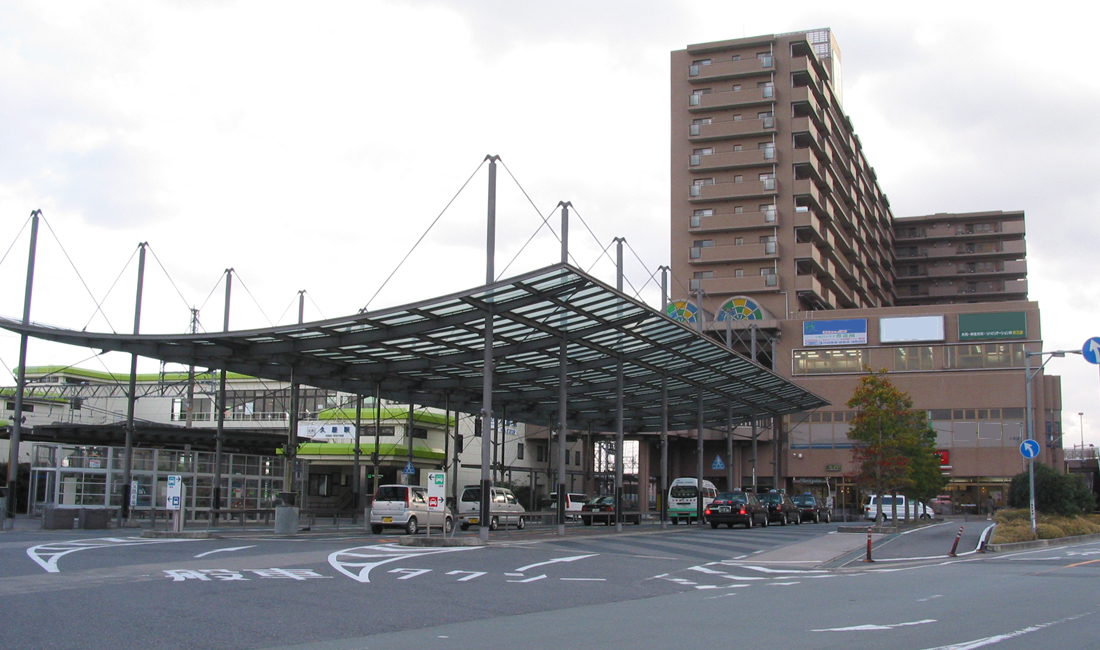
久居車站

### 鐵路
- 近畿日本鐵道
  - 名古屋線：（←津市） - 久居車站 - 桃園車站 - （松阪市）

### 公路
高速公路
- 伊勢自動車道：（津市） - 久居交流道 - （松阪市）

## 姊妹、友好城市

### 日本
- 周南市（山口縣）
久居市最初於1990年與新南陽市締結，新南陽市在2003年合併為周南市後，再次與周南市締結。

## 觀光資源
位於轄區西部與伊賀市之間的青山高原屬於室生赤目青山國定公園的範圍，為適合健行、騎車等戶外活動的地方，加上豐富的四季景觀，成為本地的主要觀光景點；此外在在2003年後興建了青山高原風力發電廠，大量的風車也成為高原上特殊的景觀。